# Trachonas
Trachonas (em grego:  Τράχωνα) é uma vila localizada no distrito de Nicósia, Chipre. De acordo com o censo de 2011, sua população era de 3 535 habitantes. Atualmente sob controle do Norte do Chipre.